# براون
براون (بالإنجليزية: Braun GmbH)‏ هي شركة منتجات استهلاكية مقرها ألمانيا، والتي أسسها المهندس ميكانيكي ماكس براون حيث بدأ بإنشاء ورشة صغير للهندسة في فرانكفورت عام 1921. وفي عام 1923 بدأ إنتاج مكونات لي أجهزة الراديو. ثم في عام 1928 كانت الشركة قد نمت إلى حد كبير. وبعد ثماني سنوات بدأت الورشة تصنيع أجهزة الراديو في عام 1929. وفيما بعد أصبحت شركة براون تقوم بتصنيع أجهزة عرض الشرائح، مثل كاميرات السينما والاكسسوارات فائقة الدقة وأنظمة الصوت.
ومنذ عام 1984 حتى عام 2005، كانت براون شركة فرعية مملوكة بالكامل لشركة جيليت العالمية التي كانت قد اشترت حصة مسيطرة في الشركة في عام 1967. براون الآن شركة فرعية مملوكة بالكامل لشركة بروكتر وغامبل، والتي اشترت جيليت في عام 2005.
ثم في عام 2012، اشترت De'Longhi حقوقًا دائمة من شركة بروكتل وغامبل لتصنيع منتجات تحمل علامة براون التجارية في قطاع الأجهزة الصغيرة، ولكن تواصل بروكتل وغامبل امتلاك علامة براون التجارية.

## التاريخ

### 1928-1921
في عام 1921، أنشأ ماكس براون، وهو مهندس ميكانيكي، متجرًا هندسيًا صغيرًا في فرانكفورت، ألمانيا. في عام 1923، بدأ في إنتاج مكونات لأجهزة الراديو. بحلول عام 1928، نمت الشركة إلى هذا الحد، ويرجع ذلك جزئيًا إلى استخدام مواد بلاستيكية معينة، حيث انتقلت إلى مقر جديد في Idsteiner Strasse.

### 1932-1929
في عام 1929، بعد ثماني سنوات من بدء متجره، بدأ ماكس براون في تصنيع أجهزة راديو كاملة. بعد فترة وجيزة، أصبحت براون واحدة من الشركات الرائدة في مجال تصنيع أجهزة الراديو في ألمانيا. استمر هذا التطور مع إطلاق واحد من أول مشغلات الراديو والتسجيلات المدمجة في عام 1932.

### 1944-1935
في عام 1935، تم تقديم علامة براون التجارية، وولد التجسد الأصلي للشعار مع رفع الحرف "A ". في المعرض العالمي لعام 1937 في باريس، حصل ماكس براون على جائزة الإنجازات الخاصة في التصوير الصوتي. خلال الحرب العالمية الثانية، اضطر براون للتخلي عن المنتجات للقطاع المدني. في عام 1944، دمرت مصانع فرانكفورت بالكامل تقريبًا، وبدأ ماكس براون في إعادة بناء شركته.

### 1956-1954
بعد الحرب، واصلت براون إنتاج أحدث أجهزة الراديو وأجهزة الصوت، وسرعان ما أصبحت الشركة معروفة بمشغلات الصوت والتسجيل "عالية الدقة "، بما في ذلك خط SK الشهير. وكان براون المرخص له فقط خارجية QUAD مكبر الصوت الكهربائي لبعض الوقت. في عام 1954، بدأت الشركة أيضًا في إنتاج أجهزة عرض شرائح أفلام، وهي الدعامة الأساسية لأعمالها على مدار الأربعين عامًا القادمة. بحلول عام 1956، كان براون يقوم بتسويق أول جهاز عرض شرائح أوتوماتيكي بالكامل، وهو PA 1. تستخدم جميع أجهزة العرض المنزلق براونAG صينية خطية أو مستقيمة بدلاً من تصميم الدرج المستدير، مما سمح لجهاز العرض بالبقاء صغيرًا ومضغوطًا.

### فترة الحرب
شهدت الخمسينيات أيضًا بداية المنتج الذي اشتهرت به براون اليوم: ماكينة الحلاقة الكهربائية. كانت S 50 أول ماكينة حلاقة كهربائية من براون. تم تصميم ماكينة الحلاقة في عام 1938، ولكن الحرب العالمية الثانية أخرت طرحها حتى عام 1951. لقد تميزت بكتلة قاطعة متذبذبة برقائق فولاذية رفيعة جدًا ولكنها مستقرة جدًا مثبتة فوقها. لا يزال هذا المبدأ مستخدمًا في ماكينات حلاقة براون اليوم.
شهدت الخمسينيات أيضًا بداية المنتج الذي اشتهرت به براون اليوم: ماكينة الحلاقة الكهربائية. كانت S 50 أول ماكينة حلاقة كهربائية من براون. تم تصميم ماكينة الحلاقة في عام 1938، ولكن الحرب العالمية الثانية أخرت طرحها حتى عام 1951. لقد تميزت بكتلة قاطعة متذبذبة برقائق فولاذية رفيعة جدًا ولكنها مستقرة جدًا مثبتة فوقها. لا يزال هذا المبدأ مستخدمًا في ماكينات حلاقة براون اليوم.
شهدت الخمسينيات أيضًا بداية استخدام أدوات المطبخ، مثل الخلاط MX 3 وماكينة المطبخ (Küchenmaschine أو آلة المطبخ) براونKM 3. KM 3 هي عائلة من معالجات الطعام والتي بدأت بطراز KM 3/31 في عام 1957. تم تصميم هذه الآلات من قبل جيرد ألفريد مولر، وقد تم تصنيعها في شكل لم يتغير تقريبًا لمدة 36 عامًا، حتى عام 1993.

### 1967-1963
في عام 1962، أصبح براون شركة براونAG، وهي شركة عامة. في عام 1963، بدأت الشركة في توزيع الميكروفونات من قبل الشركة المصنعة الأمريكية Shure في ألمانيا. خلال الستينيات أيضًا، ابتكر براون راديو الجيب T3 المصمم من Rams. بحلول هذا الوقت، كانت أجهزة عرض الشرائح السينمائية من براون تتميز ببصريات عالية الجودة وبنية معدنية بالكامل جنبًا إلى جنب مع تصميم وظيفي أنيق، وتنافست منتجات Eastman Kodak وLeitz الراقية في السوق العالمية. بدأت براون أيضًا في توزيع كاميرات SLR متوسطة الحجم عالية الجودة في ألمانيا من إنتاج شركة Zenza Bronica اليابانية المصنعة للكاميرات، بالإضافة إلى كاميرات ماركة براون -Nizo وكاميرات الأفلام Super 8 (المعروفة سابقًا باسم Niezoldi & Krämer GmbH ؛ اشترتها شركة براونفي عام 1962). في عام 1967، استحوذت مجموعة جيليت في بوسطن بولاية ماساتشوستس على حصة أغلبية في الشركة.

### 1967-حتى الآن
تولى إروين براون، أحد أبناء ماكس براون، منصب وكالة المبيعات لخط إنتاج نظام LECTRON (ليترون) في عام 1967. كان مهتمًا جدًا بجعل تدريس الإلكترونيات في متناول الطلاب في جميع أنحاء العالم. كان نظام LECTRON (ليترون) منتجًا بسيطًا ولكنه مبتكر يناسب الفاتورة تمامًا. تم تقديم نظام LECTRON (ليترون) إلى السوق الألمانية في عام 1966 من قبل شركة Egger-Bahn (وهي شركة تركز بشكل أساسي على قطاع قطار الألعاب 9 مم). تم وضع مكون إلكتروني مثل المقاوم داخل مكعب مسطح شفاف مع غطاء أبيض في الجزء العلوي منه الرمز الإلكتروني وقيمته. يمكن تجميع الكتل التي تحتوي على مكونات وأنواع مختلفة من التوصيلات معًا لتشكيل دائرة عمل باستخدام الرسم التخطيطي للدائرة الموضحة بالرموز الموجودة أعلى الكتلة. تم ربط الكتل مع استخدام المغناطيس خلف الصفائح الموصلة على جانبي وقاع الكتلة. في عام 1972، بسبب الضغط من جيليت، تم بيع أصول LECTRON (ليترون) إلى Manfred Walter، مدير خط إنتاج LECTRON (ليترون) في براون. أسس السيد والتر شركة Lectron، GmbH في عام 1972 لمواصلة بيع وتطوير خط إنتاج LECTRON. تقاعد السيد والتر ومنح أصول LECTRON (ليترون) إلى Reha-Werkstatt Oberrad في عام 2001. تواصل RWO تصنيع وبيع نظام LECTRON (ليترون) حتى يومنا هذا.
بحلول سبعينيات القرن الماضي، أوقفت براون خط إنتاجها من أجهزة عرض الشرائح ومنتجات hi-fi للتركيز على الأجهزة الاستهلاكية المنزلية، بما في ذلك ماكينات الحلاقة وشفرات الحلاقة وآلات صنع القهوة والساعات وأجهزة الراديو.
في عام 1981، تم تحويل قسم الصوت والدقة العالية في الشركة، والذي نشأ عن الأعمال الأساسية السابقة لشركة براونفي مجال أجهزة الراديو والأقراص الدوارة ومنتجات الصوت عالية الدقة، إلى براونElectronic GmbH، وهي شركة تابعة لشركة جيليت مستقلة قانونًا. قامت شركة براونElectronic GmbH بطرح آخر مجموعة صوتية لها في عام 1990 قبل توقف العمل. في أوائل الثمانينيات أيضًا، باعت براون قسمها الخاص بجهاز عرض الصور الفوتوغرافية والشرائح إلى شركة Robert Bosch GmbH.
في عام 1982، تحركت جيليت جروب لدمج براون مع الشركة الأم من خلال السيطرة الكاملة على عملياتها. في عام 1984، توقف براون عن إنتاج ولاعات السجائر. في نفس العام، أصبحت براون شركة فرعية مملوكة بالكامل لشركة جيليت.
بحلول منتصف التسعينيات، احتلت براون مكانة رائدة بين مصنعي الأجهزة المنزلية في العالم، ولكن بدأت مخاوف الربحية في الظهور. قام العديد من منافسي براون بتقليد تصميمات براون عن كثب وقاموا بإنتاجها في بلدان منخفضة التكلفة بتكلفة أقل. بدأ التقاضي من قبل الشركة لعكس خسائر المبيعات والأضرار التي لحقت بصورة منتجها بتكلفة كبيرة من براون.
في عام 1998، قررت شركة جيليت حويل براون إلى شركة خاصة قبل إعادة شراء حصة 19.9٪ في شركتها الفرعية جيليت، والتي استحوذت عليها براون في عام 1988. في العام التالي، تم دمج مؤسسة مبيعات براون مع تلك التابعة لأقسام الأعمال الأخرى في جيليت لخفض التكاليف. في نهاية التسعينيات، عانى براون وجيليت من خسائر في عدة مناطق. بحثًا عن طرق للعودة إلى الربحية، فكرت جيليت في التخلص من بعض أقسام براون الأقل ربحية، مثل أدوات المطبخ ومقاييس الحرارة، لكنها تخلت عن الفكرة بعد بضعة أشهر عندما لم يتم العثور على مشترين. بدأت مبيعات براون في تلك المناطق في الانتعاش في عام 2000.
استحوذت شركة بروكتل وغامبل على جيليت في عام 2005، مما جعل براونشركة فرعية مملوكة بالكامل لشركة بروكتل وغامبل. في أوائل عام 2008، أوقفت شركة بروكتر آند جامبل مبيعات أجهزة براون، باستثناء بعض الأجهزة مثل ماكينات الحلاقة وفرشاة الأسنان الكهربائية، في سوق الولايات المتحدة. في مكان آخر، ومع ذلك، استمرت براونفي بيع جميع فئاتها الأساسية حتى عام 2012، عندما تم شراء خط منتجات براونالمتعلق بأجهزة المطبخ بواسطة De'Longhi، باستخدام علامة براون التجارية بموجب ترخيص من بروكتل وغامبل.

## منتجات

### تشمل منتجات براون الفئات التالية
- الحلاقة والتشذيب (حلاقة كهربائية - تشذيب شعر - تشذيب اللحية)
- العناية بالفم (الآن تحت العلامة التجارية Oral-B)
- العناية بالجمال (العناية بالشعر وإزالة الشعر)
- الصحة والعافية (موازين حرارة الأذن وأجهزة قياس ضغط الدم) (مرخصة من الخارج)
- تحضير الطعام والشراب (ماكينات صنع القهوة، مطاحن القهوة، المحمصات، الخلاطات، العصارات) (مرخصة من الخارج)
- مكاوي (مرخصة)
- الساعات والساعات والآلات الحاسبة (مرخصة من الخارج)

كانت الشركة في السابق شركة مصنعة لمعالجات الطعام وأجهزة الراديو وأجهزة عرض الشرائح وكاميرات Super 8 وملحقاتها وأنظمة الصوت عالية الدقة.
اليوم، تركز براون على فئاتها الأساسية (الحلاقة والعناية، والجمال والعناية بالشعر). يتم الآن تشغيل الأجهزة المنزلية الصغيرة وفئة الصحة والعافية بالإضافة إلى الساعات والساعات من قبل شركات أخرى (De'Longhi وZeon وKaz) بموجب ترخيص.

### قسم التصميم
منذ منتصف الخمسينيات من القرن الماضي، ارتبطت علامة براون التجارية ارتباطًا وثيقًا بمفهوم التصميم الصناعي الألماني الحديث ومزيج من الوظائف والتكنولوجيا. في عام 1956، أنشأت براون قسم التصميم الأول، برئاسة الدكتور فريتز إيشلر، الذي أسس تعاونًا مع مدرسة أولم للتصميم لتطوير خط إنتاج جديد. في عام 1956، قدمت الشركة مشغل أسطواناتها الشهير (SK4" (Snow White's Coffin"، الذي صممه الشاب ديتر رامز مع رائد تصميم النظام، هانز غوغلوت، ثم محاضرًا للتصميم في مدرسة أولم للتصميم. سرعان ما أصبح رامز المصمم الأكثر نفوذاً في براون. كان الكباش شخصية رئيسية في نهضة التصميم الألمانية في أواخر الخمسينيات والستينيات. أصبح في النهاية رئيس فريق التصميم في براون، وسرعان ما ظهر تأثير رامز في العديد من المنتجات. يعد مشغل أسطوانات SK 4 الشهير من براون وسلسلة "D"عالية الجودة (D25 – D47) من أجهزة عرض الشرائح مقاس 35 مم من أفضل الأمثلة على التصميم الوظيفي.
«رمز» آخر للتصميم الحديث، ولكنه أقل شهرة، هو وحدة مكبر الصوت الكهروستاتيكي براونLE1، وقد تم ترخيص الأجهزة الإلكترونية من QUAD. ديتر رامز وديتريش لوبس مسؤولان أيضًا عن النطاق الكلاسيكي لساعات منبه براون، حيث تعاونا أولاً في AB 20 في عام 1987. تم إيقاف هذه التصميمات بواسطة براونفي عام 2005. لما يقرب من 30 عامًا، عمل ديتر رامز كرئيس للتصميم في شركة براونAG حتى تقاعده في عام 1995 عندما خلفه بيتر شنايدر. العديد من تصميماته - آلات صنع القهوة الأنيقة والآلات الحاسبة وأجهزة الراديو وشفرات الحلاقة - وجدت منزلاً دائمًا في متحف الفن الحديث.
في سبعينيات القرن الماضي، بدأ أسلوب التصميم المتأثر بالفن الشعبي في إلهام منتجات براون، والتي تضمنت في هذا الوقت العديد من الأجهزة والمنتجات المنزلية الشائعة. دمج تصميم براون المعاصر لتلك الفترة هذا النهج الجديد في الألوان الزاهية وخفة اللمس، بينما لا يزال مبطنًا بما يتماشى مع الفلسفة الوظيفية.

## معرض الصور

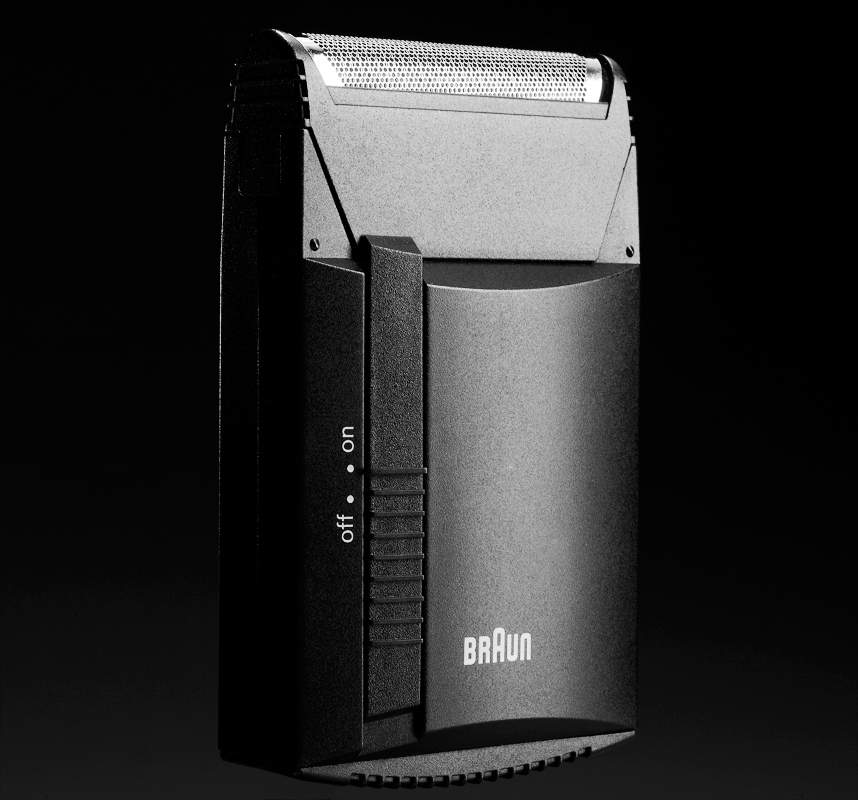
ماكينة حلاقة براون

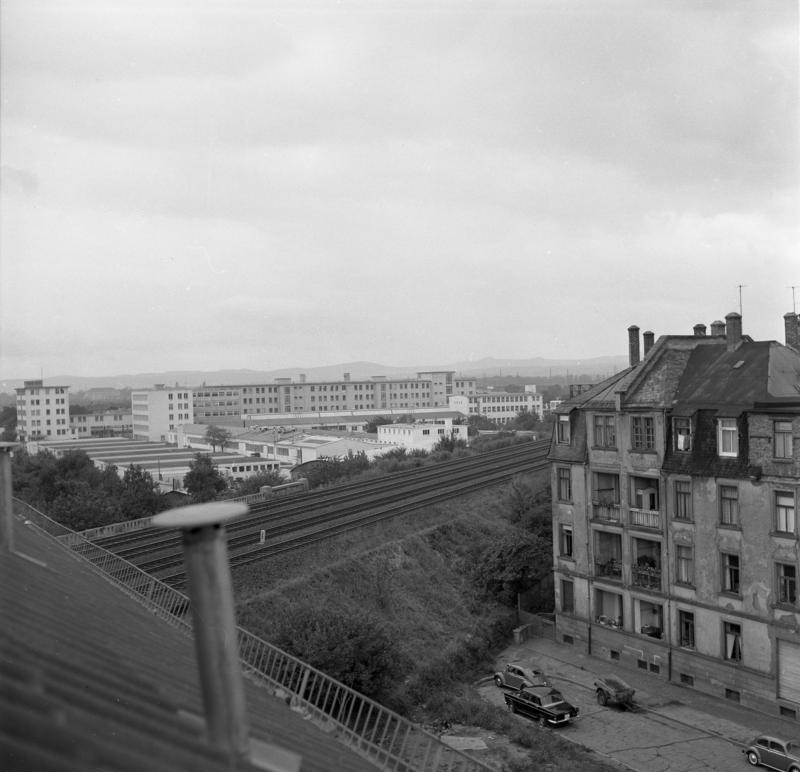
مقر الشركة في فرانكفورت عام 1960.
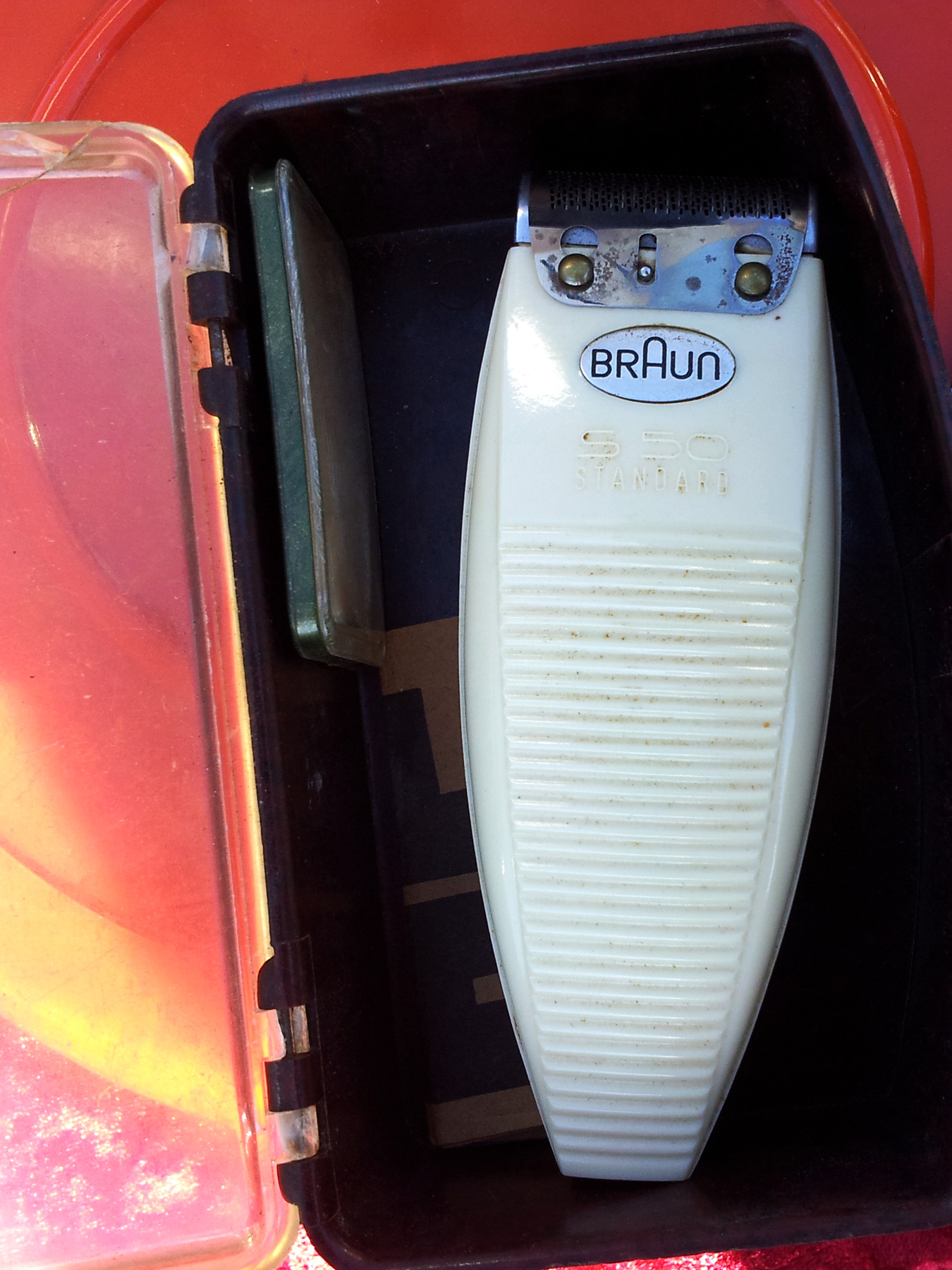
براون S 50
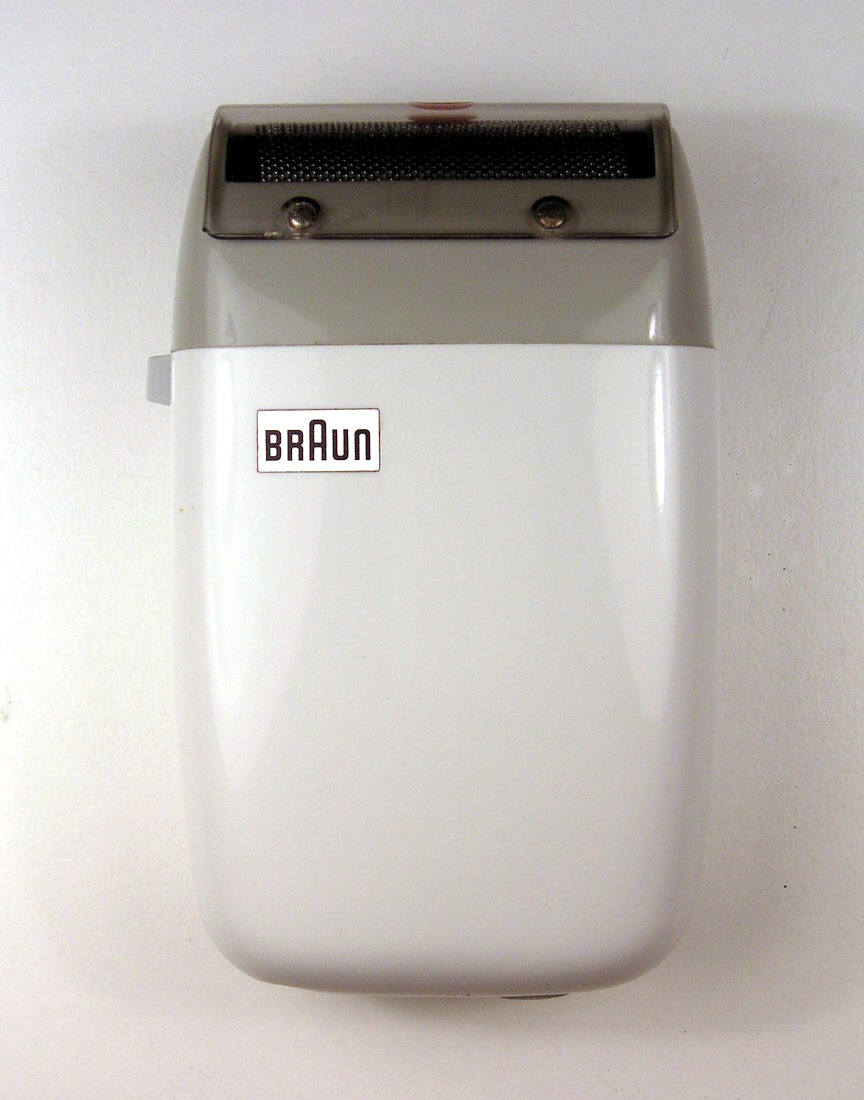
براون سيكستانت SM2
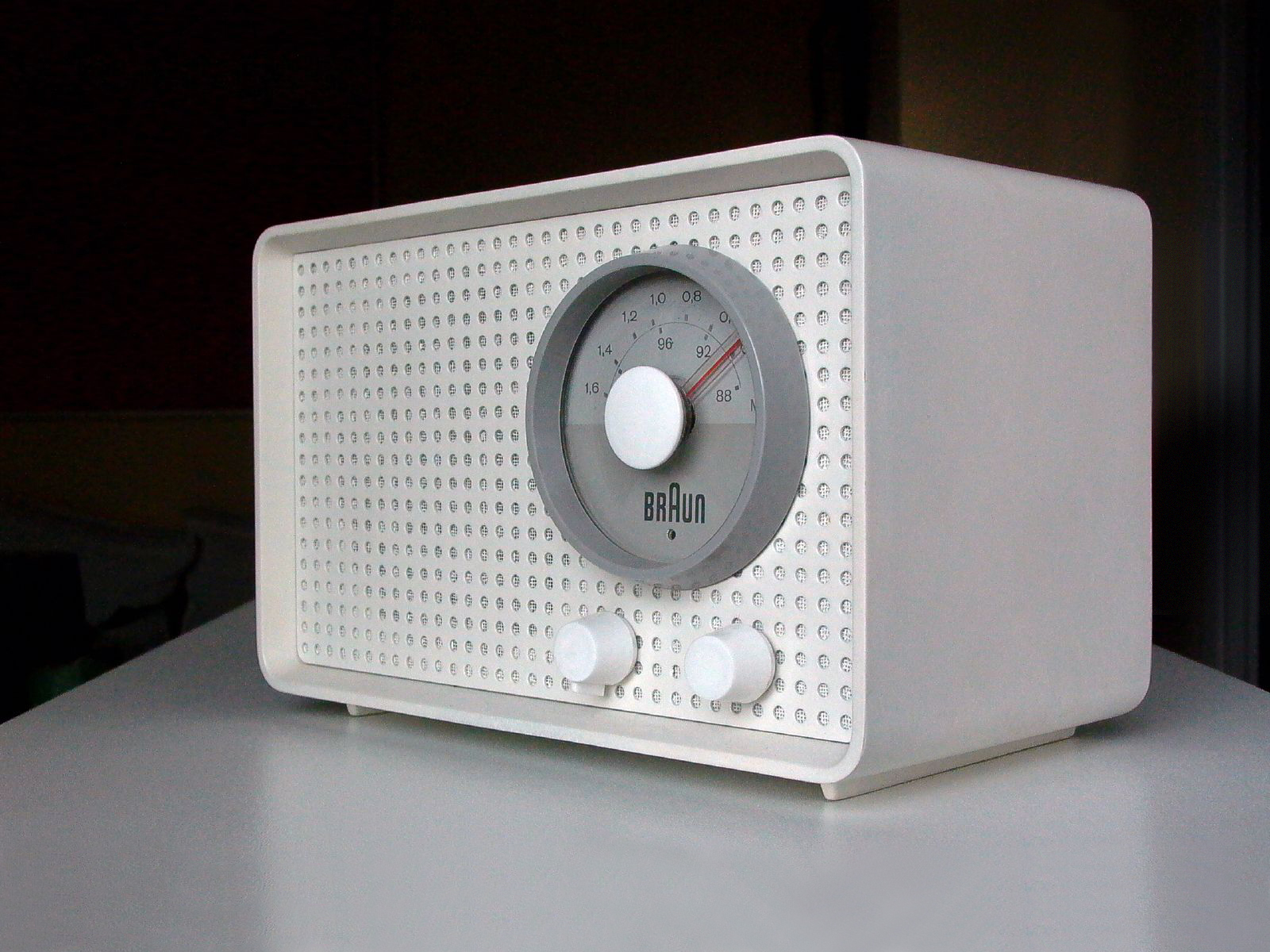
براون SK2
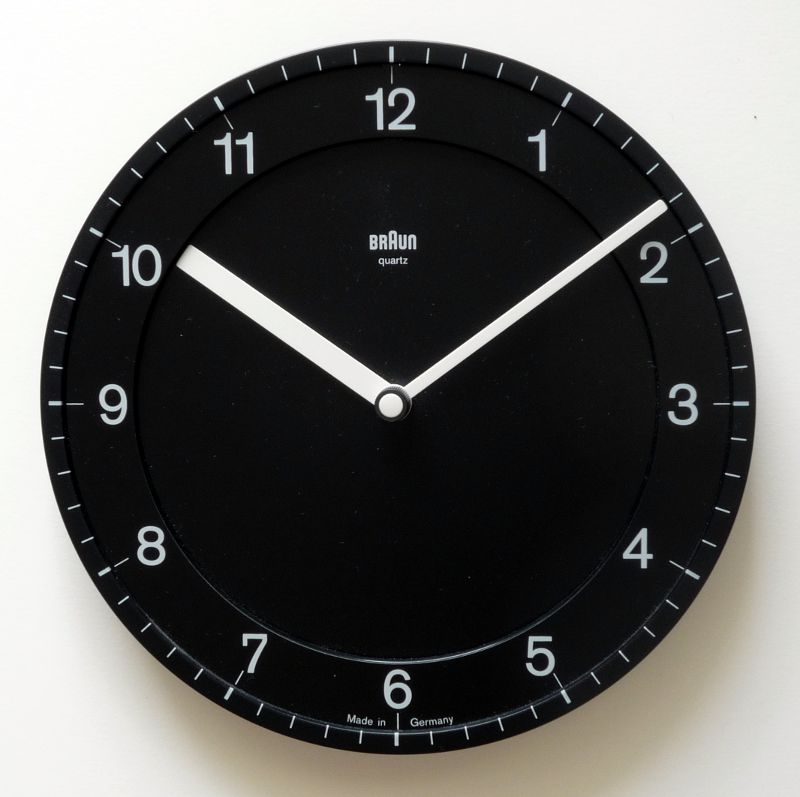
براون ABW41
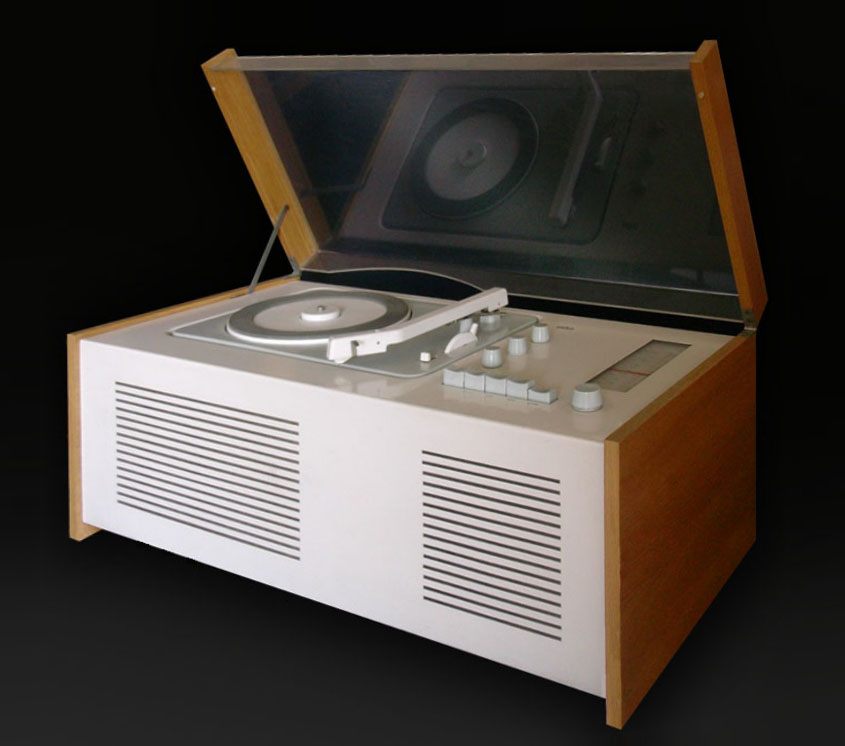
براون SK61، الملقب بـ "نعش بياض الثلج"
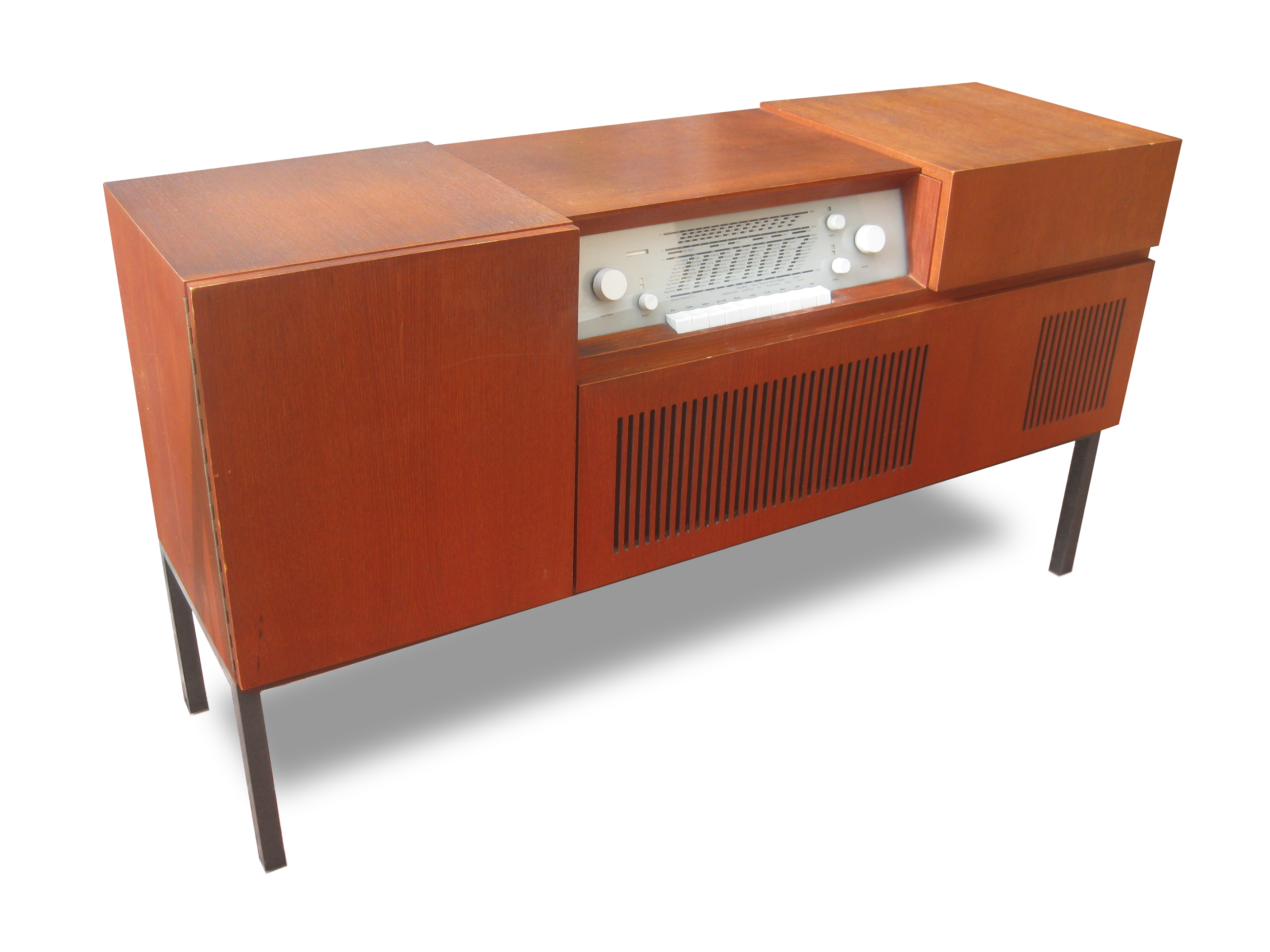
Braun HM 6-81، خزانة موسيقى 1958، صممها Herbert Hirche
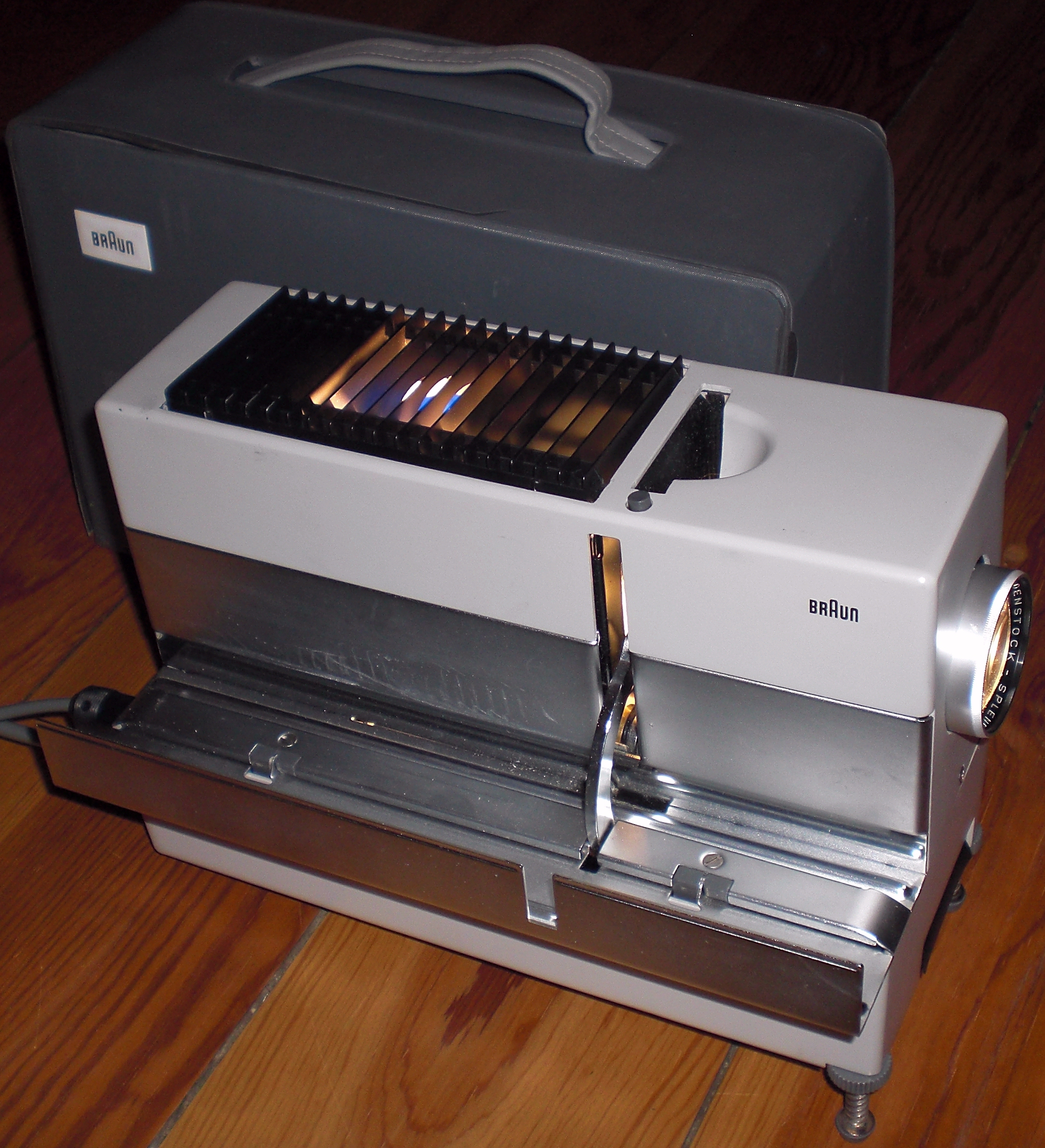
جهاز عرض الشرائح Braun D 40
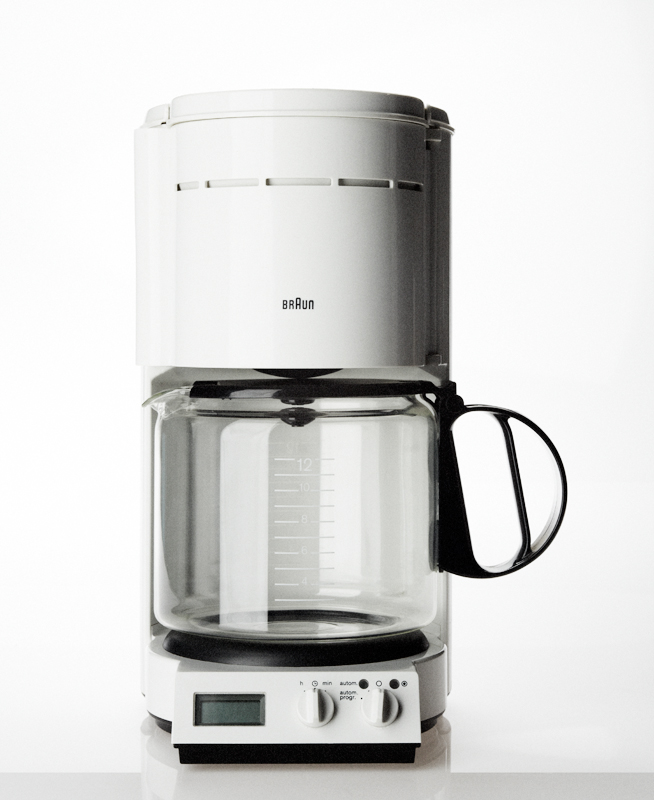
ماكينة صنع القهوة من براون
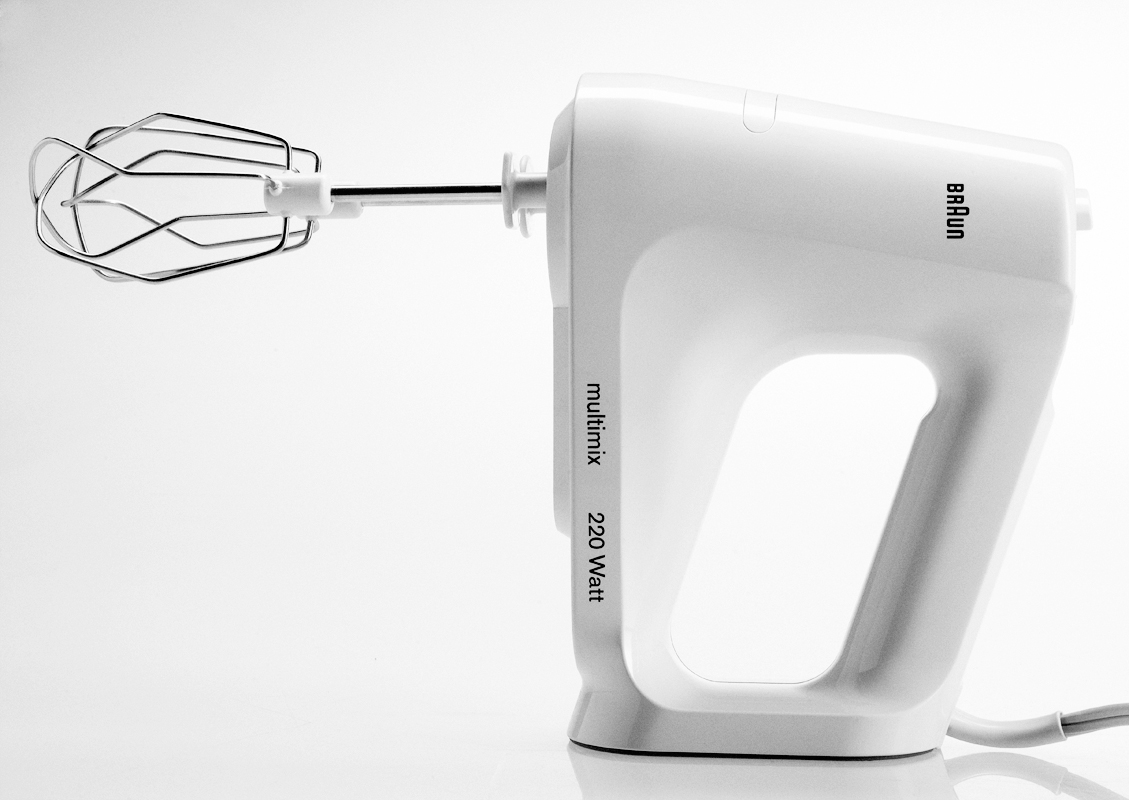
خلاط براون
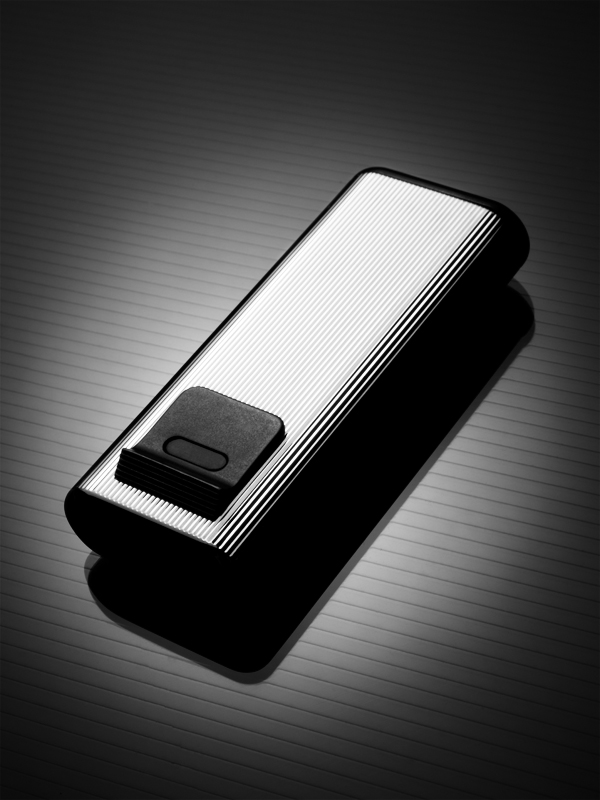
ولاعة ديتر رامز من براون
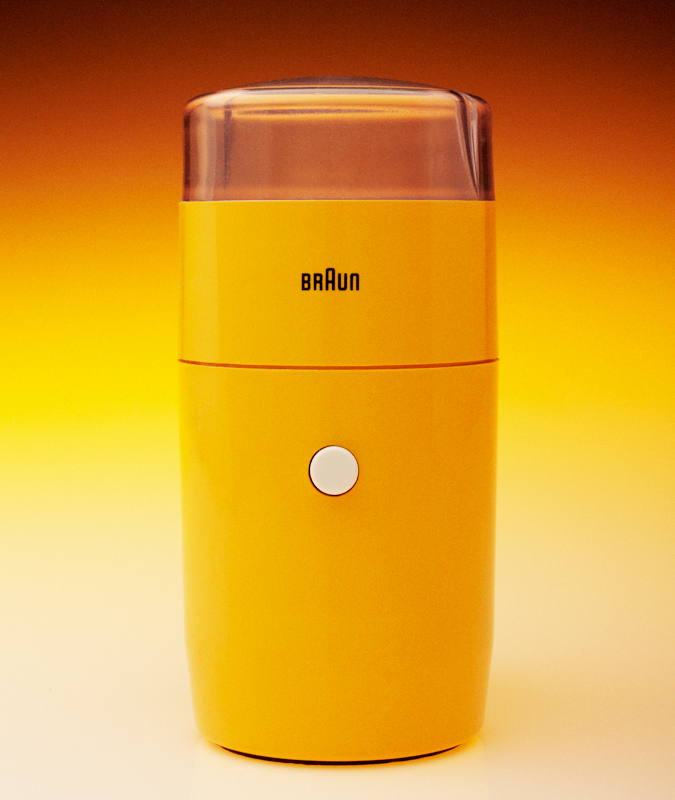
مطحنة القهوة من براون
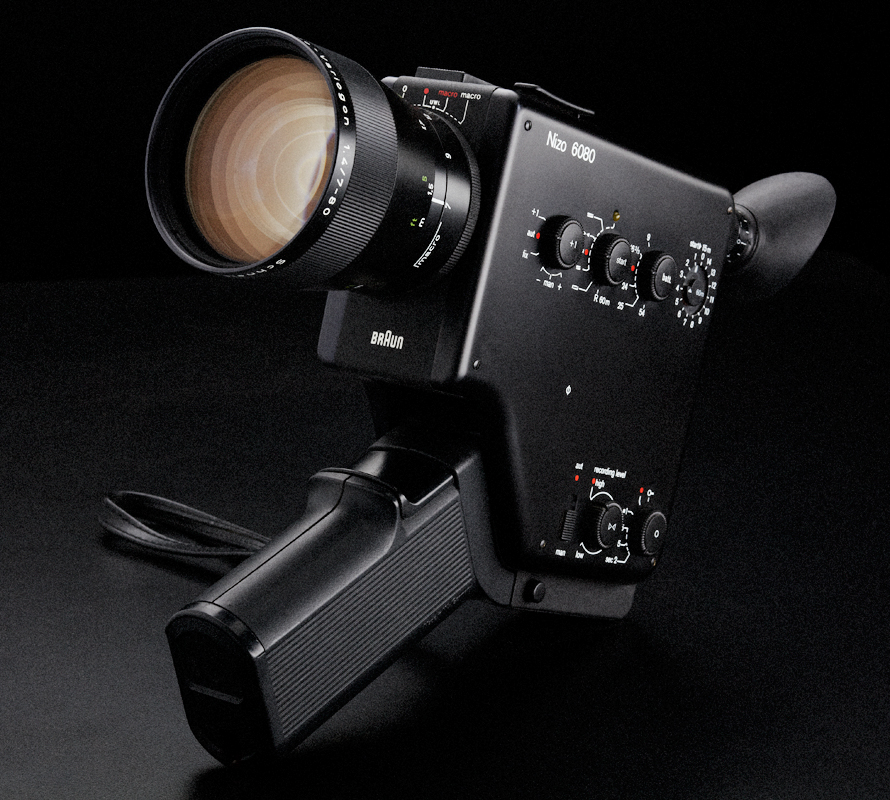
كاميرا نيزو 6080 سوبر 8 من براون
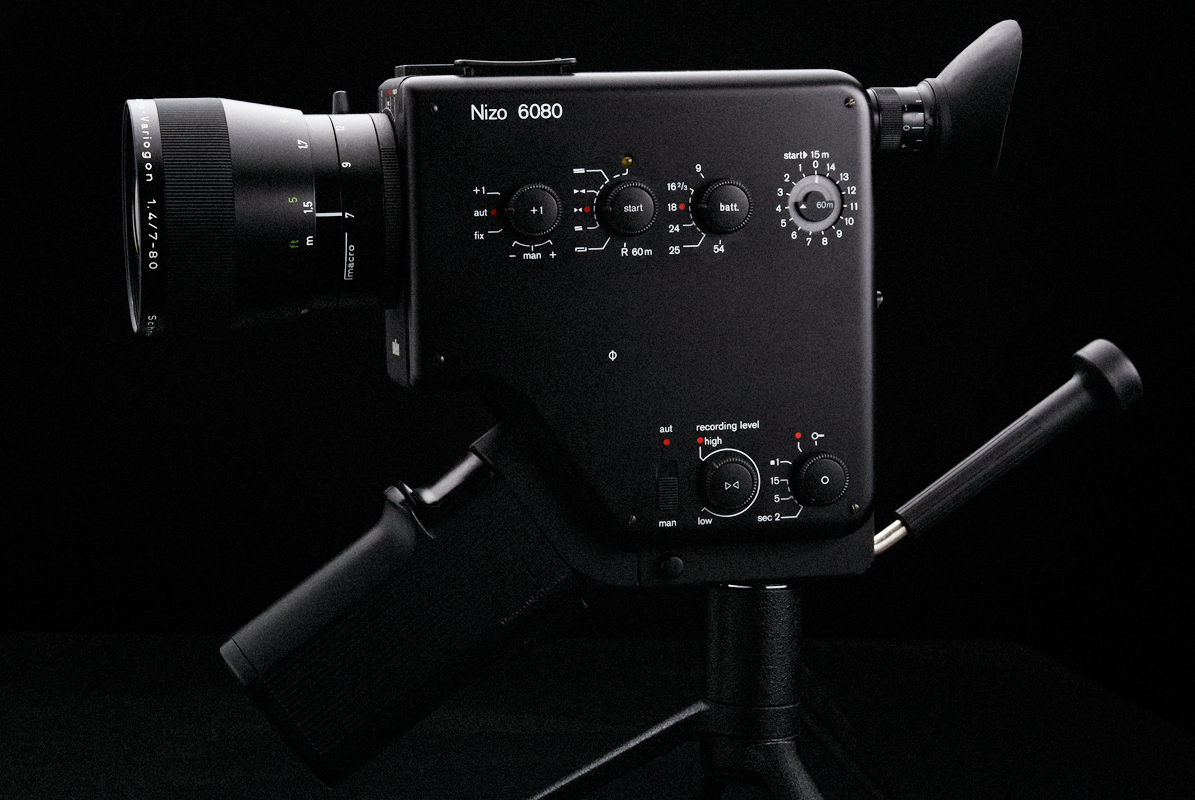
كاميرا نيزو 6080 سوبر 8 من براون
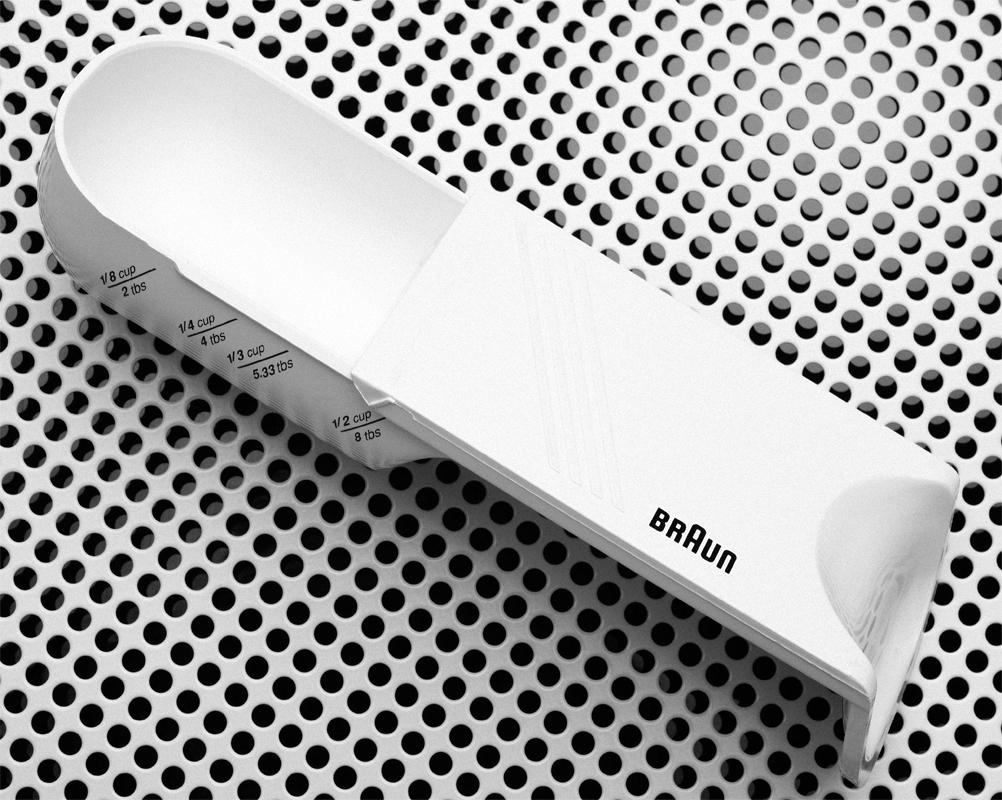
ملعقة قياس من براون

## وصلات خارجية
- الموقع الرسمي العالمي
- لمحة تاريخية عن شركة براون